# Tiliacora leonensis
Tiliacora leonensis är en tvåhjärtbladig växtart som först beskrevs av Sc. Elliot, och fick sitt nu gällande namn av Friedrich Ludwig Diels. Tiliacora leonensis ingår i släktet Tiliacora och familjen Menispermaceae. Inga underarter finns listade i Catalogue of Life.